# テリヤキバーガー
テリヤキバーガー（英語：Teriyaki Burger）は、主にテリヤキソースで味付けしたハンバーガーパテを用いた、日本生まれのハンバーガーの一種である。1973年にモスバーガーで誕生し、日本にあるファーストフードチェーンにおいてはごく一般的なメニューであるほか、日本国外でもサムライバーガーなどの名で販売されており、2007年5月23日より、米国大手ハンバーガーチェーンであるCarl's Jr.（カールスジュニア）でもTeriyaki Burgersとして販売されている。元祖モスバーガーは1989年にアメリカに進出したが、2005年に撤退している。
ここでは、ハンバーグではなく鶏の一枚肉を用いたものや、照り焼き肉のサンドイッチについても記述する。

## 概要

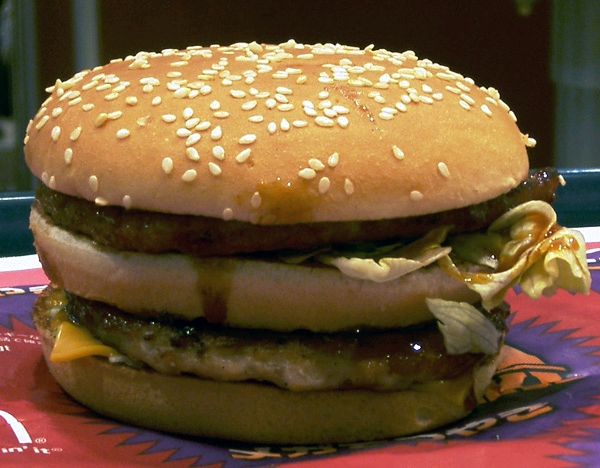
日本マクドナルドのメガてりやき

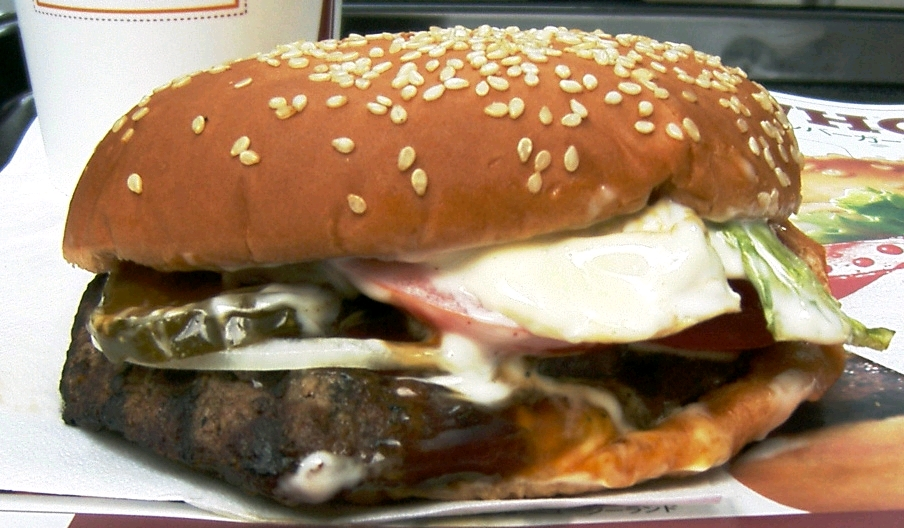
バーガーキングのテリヤキワッパー

タレがパンにしみ込みすぎないように、また、味がくどくならないように、レタスを多めに使うなどの工夫がなされている。モスバーガー創業者の櫻田慧が、アメリカで照り焼き風ハンバーグを食べたことがヒントになったという（当時、アメリカでもテリヤキソースが浸透しつつあった）。
モスバーガーがチェーンを拡大する上での大きな足がかりとなった大ヒット商品であり、その後、日本マクドナルドを始めとする外資系を含めた他チェーンも追随。日本のファーストフードチェーンでは何処でも見られる商品となった。また、日本国外でも香港やマカオのマクドナルドでは将軍バーガー（将軍漢堡）の名で1989年から期間限定で販売され、2007年からは通常メニューとして販売されている、シンガポールやタイのマクドナルドではサムライバーガー（Samurai Burger）の名で販売されている。米国大手ハンバーガーチェーンであるCarl's Jr.でもテリヤキバーガー（Teriyaki Burgers）として販売されている。
モスバーガーでは、レタスの上にマヨネーズが添えられている。また、日本マクドナルドの「てりやきマックバーガー」は2種類のソース（テリヤキソースとスイートレモンソース）を使用しており、それぞれエバラ食品工業、ケンコーマヨネーズが製造している。

## 鶏肉の照り焼きを用いたもの
モスバーガーでは、ハンバーグではなく直火焼きの鶏の一枚肉を用いたテリヤキチキンバーガーを販売している。
鶏肉の照り焼きを用いたサンドイッチは、日本サブウェイやドトールコーヒーなどで販売されている。
また、マクドナルドの商品てりやきチキンフィレオは揚げたチキンパティをテリヤキソースに潜らせたものなのでこれには当てはまらない。